# Карл Хайнрих фон Хойм
Карл Хайнрих фон Хойм (на немски: Karl Heinrich Graf von Hoym; * 18 юни 1694 в Дрезден; † 22 април 1736 в Крепост Кьонигщайн) е фрайхер и от 1711 г. имперски граф от род Хойм, дипломат и министър в Курфюрство Саксония. През 1720 – 1729 г. той е саксонски пратеник в Париж.
Той е единствен син на фрайхер Лудвиг Гебхард фон Хойм (1631 – 1711) и третата му съпруга Анна Кристина фон Хаугвиц († 23 юни 1702).
На 6 март 1676 г. във Виена баща му Лудвиг Гебхард I фон Хойм и наследниците му са издигнати на имперски фрайхер. На 18 юли 1711 г. Карл Хайнрих фон Хойм заедно с братята му Адолф Магнус фон Хойм, Карл Зигфрид фон Хойм и Лудвиг Гебхард II фон Хойм са издигнати в Дрезден от Август Силни на имперски граф. На 16 март 1715 г. четиримата братя във Виена са признати също като аристократи на Силезия.
Той расте в лотарингския и хановерския двор. Чрез завещанието на баща му Карл Хайнрих фон Хойм става 1711 г. собственик на село Шпремберг в Горна Лужица и на градчето Ной-Залца, днес Нойзалца-Шпремберг, в Курфюрство Саксония, които остават негови до 1736 г.
Карл Хайнрих фон Хойм от 1713 г. пътува и от ок. края на 1714 до 1717 г. е в Париж, където има контакти с учени кръгове. През 1720 – 1729 г. той е саксонски пратеник в Париж. През 1727 г. Август II Силни го награждава с „полския Орден на Белия орел“ и след една година го прави кабинет-министър.
Той поддържа един съюз на Саксония, Франция и морските сили срещу императора. Затова Карл Хайнрих фон Хойм е изгонен и по-късно два пъти затварян.
Карл Хайнрих фон Хойм не се жени. Той се самоубива на 22 април 1736 г. в килията му в затвора в Крепост Кьонигщайн (Festung Königstein).